# NGC 127
NGC 127 je galaksija u zviježđu Ribe.

## Vanjske poveznice
- SEDS: NGC 0127